# 南海岸广场 (购物中心)
南海湾广场购物中心（英語：South Coast Plaza）是一家位于美国加利福尼亚州科斯塔梅薩的贩售高端奢侈品的购物广场。购物广场内有250家各色商店，年销售额近20亿美元，是美国西海岸规模最大的购物中心，也是美國營業面積第二大的購物中心，僅次位於明尼蘇達州布隆明頓的美國購物中心（Mall Of America）。